# Маріо Де Сімоні
Маріо Де Сімоні (італ. Mario De Simoni, 3 листопада 1887, Мілан — 1967) — італійський футболіст, що грав на позиції воротаря за команду «УС Міланезе». Перший голкіпер в історії національної збірної Італії.
По завершенні ігрової кар'єри — тренер.

## Клубна кар'єра
У дорослому футболі дебютував 1906 року виступами за команду «УС Міланезе». Після перерви у футбольних змаганнях в Італії, пов'язаної з Першою світовою війною, повернувся до цієї ж команди, кольори якої захищав до 1923 року.

## Виступи за збірну
15 травня 1910 року був включений до складу національної збірної Італії на її перший в історії офіційний матч — товариську гру проти збірної Франції, в якій італійці перемогли з рахунком 6:2. Таким чином став першим голкіпером в історії італійської національної команди.
За 11 днів відіграв у своєму другому матчі за збірну, в якому пропустив шість голів, а італійці поступилися з рахунком 1:6 збірній Угорщини, що відповідно стало першою поразкою в історії італійської футбольної збірної.
Загалом протягом п'яти років провів у її формі 7 матчів, пропустивши 16 голів.

## Кар'єра тренера
Розпочав тренерську кар'єру, повернувшись до футболу після невеликої перерви, 1927 року, очоливши тренерський штаб клубу «Фанфулла», з командою якого працював протягом одного сезону.
Помер 1967 року.
| Дата      | Місто        | Господарі | Результат | Гості     | Турнір           | Голи | Примітки                               |
| --------- | ------------ | --------- | --------- | --------- | ---------------- | ---- | -------------------------------------- |
| 15-5-1910 | Мілан        | Італія    | 6 – 2     | Франція   | товариський матч | -2   | Перша гра в історії збірної Італії     |
| 26-6-1910 | Будапешт     | Угорщина  | 6 – 1     | Італія    | товариський матч | -6   | Перша поразка в історії збірної Італії |
| 6-1-1911  | Мілан        | Італія    | 0 – 1     | Угорщина  | товариський матч | -1   |                                        |
| 9-4-1911  | Париж        | Франція   | 2 – 2     | Італія    | товариський матч | -2   |                                        |
| 7-5-1911  | Мілан        | Італія    | 2 – 2     | Швейцарія | товариський матч | -2   |                                        |
| 21-5-1911 | Ла-Шо-де-Фон | Швейцарія | 3 – 0     | Італія    | товариський матч | -3   |                                        |
| 11-1-1914 | Мілан        | Італія    | 0 – 0     | Австрія   | товариський матч | -    |                                        |
| Усього    |              | Матчів    | 7         |           | Голів            | -16  |                                        |